# Surcouf (sous-marin)
Pour les autres navires du même nom, voir Surcouf (navire).
 (mai 2020).
Le Surcouf est un croiseur sous-marin français ayant servi pendant la Seconde Guerre mondiale dans les Forces françaises libres. Il coule corps et biens dans la nuit du 18 au 19 février 1942 dans la mer des Antilles à la suite d'un abordage accidentel avec un cargo américain ou, version plus probable, à cause d'un bombardement par méprise de la part d'un hydravion américain. C'était, en tonnage, le plus grand sous-marin militaire du monde de son époque jusqu'à ce qu’il soit surpassé par les sous-marins japonais de la classe I-400 en 1943.

## Conception
Les performances des sous-marins en surface ne cessant de s’améliorer, la plupart des marines étudièrent sérieusement la possibilité de sous-marin canonnier ou de croiseur sous-marin pouvant opérer en escadre ce qui nécessitait une vitesse en surface de 20 nœuds pour pouvoir suivre les cuirassés. Au moment de l’armistice de 1918, plusieurs croiseurs sous-marins rallièrent les ports anglais et parmi eux, deux furent livrés à la France, les U-136 et U-139 qui allaient grandement inspirer le projet Q de sous-marin canonnier.
Si dans un premier temps la priorité fut donné aux sous-marins de grande et moyenne patrouille, l’idée d’un sous-marin de grand tonnage, capable d’accompagner l’escadre était dans l’air du temps et une préoccupation partagée aussi bien par les marines japonaise, américaine ou britannique.
Le 9 mai 1921, l’amiral Grasset demanda au STCAN d’étudier les plans d’un sous-marin d’escadre capable de filer à 25 nœuds en surface, un rayon d’action de 3 à 4000 milles marins à 10-12 nœuds, 12 tubes lance torpilles avec 12 torpilles de réserve et un canon de 100mm. Un projet modeste à comparer avec le projet Normand présenté le 1er août 1921 d’un sous-marin de 5 000 tonnes armé de six canons de 305mm en deux tourelles triples ou de 240mm avec quatre avions.
Le projet fut lancé à l’automne 1921, deux études étant menées en parallèle : un sous-marin d’escadre de 25 nœuds et un sous-marin de bombardement. Cela aboutit en pratique à quatre projets immatriculés G (2 850 tonnes 12 tubes lance-torpilles et 25 nœuds), H (un canon de 190mm), I (un canon de 240mm) et J (un canon de 305mm).
Parallèlement aux études, on s’intéressa au futur emploi de ces navires dont le nombre oscilla entre 8 et 20 avant de stabiliser à 16. Ils devaient principalement opérer dans l’Atlantique et dans l’Océan Indien pour notamment protéger les lignes de communication entre la Métropole et l’Empire.
En 1924, le nombre de croiseurs sous-marins ou de sous-marins de croisière tomba à six puis à quatre unités. La réalisation d’un sous-marin d’escadre pouvant filer à 25 nœuds est provisoirement abandonnée faute de moteurs suffisamment puissants.
La genèse du Surcouf (projet Q) commença au printemps 1926 et le 14 mai 1926 les spécifications du projet Q-5 sont transmis par le STCAN à l’état major de la Marine. Le projet est examiné par le Conseil Supérieur de la Marine le 17 juillet 1926 et approuvé à l’unanimité. Son financement est acquis dans la tranche 1926 votée le 4 août. Un deuxième sous-marin aurait dû être financé à la tranche 1927 mais il fut finalement remplacé par cinq Pascal et un Saphir.
Plusieurs noms furent envisagés pour ce sous-marin canonnier : Le Tonnant, La Licorne et Le Dragon mais en 1927 on fêtait le centenaire de la mort de Robert Surcouf, le grand corsaire malouin et Georges Leygues ministre de la marine décida de baptiser le Q-5 Surcouf.
Le traité de Washington de 1922 a instauré des limites strictes pour les déplacements et les calibres d'artillerie des bâtiments de ligne et des croiseurs. Mais aucun accord n'a été trouvé pour les bâtiments légers (torpilleurs, contre-torpilleurs ou destroyers, frégates) ni pour les sous-marins. Aussi, pour assurer sa sécurité et celle de son empire, la France a entrepris la construction d'une importante flotte sous-marine (79 unités en 1939). Le Surcouf devait être le premier d'une série de trois croiseurs sous-marins mais il n'en a été que l'unique exemplaire. En 1930, le traité de Londres autorisait la France à conserver le Surcouf (alors encore en essais) mais les états parties au traité ne pouvaient ensuite construire des sous-marins dépassant 2 800 tonnes avec des canons de 155 mm comme artillerie principale.
Ses missions sont :
- assurer le contact avec les colonies ;
- chercher et détruire les flottes ennemies en collaboration avec les escadres ;
- mener une guerre de course contre les convois ennemis.

Le Surcouf était armé d'une tourelle double de 203 mm, calibre identique à celui de l'artillerie d'un croiseur lourd (c'est pourquoi il a été appelé « croiseur sous-marin »), approvisionnée à 600 coups. Pour le réglage de ses tirs et l'observation, le Surcouf embarquait un hydravion Marcel Besson MB-411 rangé dans un hangar étanche formant la partie arrière du kiosque. Cependant l'hydravion ne peut être logé dans son hangar qu'après démontage des ailes et des flotteurs, ce qui en diminue l'efficacité opérationnelle. Son armement antiaérien était constitué par deux canons de 37 mm. Il était équipé de 10 tubes lance-torpilles, dont 4 tubes de 550 mm rechargeables à l'avant décalés de 2° sur l'axe - modèle 1917 additionné de 2 tourelles triples OSD 1925 situées à l'extérieur sur l'arrière du navire (composées chacune d'un tube de Ø 550 mm et 2 tubes de Ø 400 mm) avec 12 torpilles (huit de 550 mm et quatre de 400 mm) de réserve .
Il transportait également un canot à moteur de 5 mètres, pour arraisonner les navires, et disposait d'un poste d'équipage pouvant loger 40 passagers ou prisonniers.
Sa profondeur maximale de sécurité était de 80 mètres, mais il pouvait atteindre 110 mètres sans déformation notable de sa coque épaisse ; sa profondeur de flambement était estimée autour de 178 mètres, sa profondeur d'écrasement calculée pour 491 mètres.
Son premier commandant fut le capitaine de frégate Raymond de Belot.
Bâtiment exceptionnel pour son époque, le Surcouf a rencontré de nombreux problèmes de mise au point, notamment d'étanchéité de sa tourelle d'artillerie, de stabilité, ou souffrait encore de moteurs électriques défaillants et a coûté, au retour de la croisière de 1932, 86 953 000 francs français soit près du double du devis initial. Il a été contraint à une refonte à Brest en 1936/1937.
Le Surcouf était un prototype et c'était la première fois qu'un sous-marin était équipé d'une tourelle double de 203 mm. Aussi il souffrait de plusieurs handicaps dans l'utilisation de son artillerie, même si certains ont été corrigés au cours de sa courte carrière opérationnelle. Compte tenu de la hauteur de commandement du télémètre — c'est-à-dire sa hauteur au-dessus de l'eau —, la portée pratique de tir est de 12 000 mètres avec le télémètre, ou de 16 000 mètres avec l'observation avec le périscope de secours, nettement en deçà des possibilités des canons dont la portée maximale atteint 26 000 mètres.
L’utilisation de son artillerie par le Surcouf est en outre contrainte par d’autres inconvénients :
- la durée écoulée entre l'ordre d'émersion et le premier coup est de 3 min 35 s. Cette durée peut être plus longue car si le navire doit tirer plein travers, il lui faut attendre d'être en surface avant de pouvoir orienter sa tourelle ;
- il a l'obligation de tirer au passage, c'est-à-dire quand le navire passe à l'horizontale lors des mouvements de tangage et de roulis ;
- il lui est impossible de pointer latéralement la tourelle si le roulis dépasse 8° ;
- le Surcouf n'est pas équipé pour tirer de nuit et ne peut donc observer seul les résultats de son tir ;
- la disposition des soutes, des monte-charges et de la chambre de tir ne permettait pas un approvisionnement en continu des gargousses et obus, mais on devait attendre que les 14 salves en parc dans la tourelle aient été tirées pour réapprovisionner.

Pour remplacer son hydravion dont la mise en œuvre était très contraignante et l'emploi limité, le gyroplane Dorand G.20 aurait dû être embarqué à bord du Surcouf, mais le croiseur sous-marin fut perdu avant que cet appareil expérimental ait volé.

## Apparence

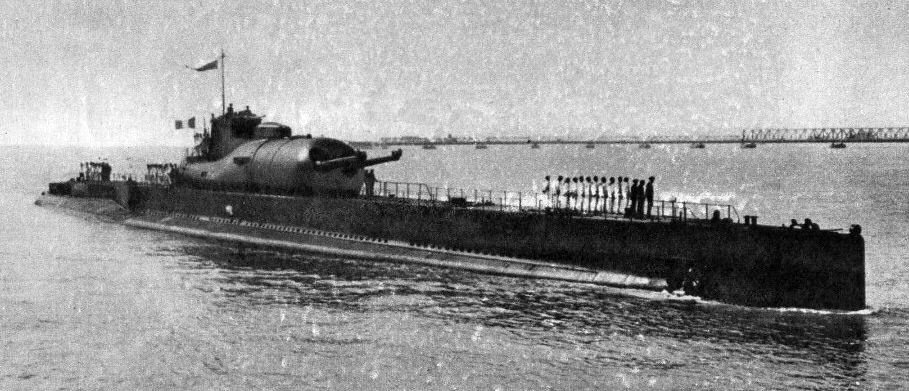
Le Surcouf vers 1935 peint couleur « bleu de Prusse foncé ».

Le Surcouf n'a jamais été peint de couleur « vert olive », comme le montrent de nombreux dessins et maquettes dont la très officielle maquette du musée de la marine à Paris. Du début de sa carrière jusqu'en 1932, il a été peint du même gris que les bâtiments de surface, puis en « bleu de Prusse foncé », couleur qu'il conservera jusqu'à la fin 1940 où il fut repeint en deux tons de gris lui servant de camouflage sur la coque et le kiosque. Il n'y a jamais eu de photo couleur authentique seulement un film de décembre 1940 à Devonport colorisé d'une façon erronée (le bas de la tourelle de canons en blanc ce qui serait un très mauvais camouflage).
Même la très officielle maquette du musée national de la Marine à Paris, dont l'écorché illustre cet article, reproduit cette erreur. De plus, elle montre le Surcouf dans son état de 1932, arborant le pavillon de beaupré FNFL qui n'a été créé qu'en 1940. Les mâts de TSF sont relevés et sa « baignoire » (fosse de veille) dans son état d'origine. Celle-ci avait été surélevée de 1,20 mètre et sa forme modifiée. Enfin, ses mâts ont été débarqués lors du carénage de 1936-1937. Sur la maquette, la grue de mise à l'eau de l'hydravion est placée sur l'arrière de celui-ci alors qu'en réalité elle se situe entre le hangar étanche et l'hydravion. Les quatre dessins suivants montrent bien les différents aspects du Surcouf, avec toutefois un mauvais placement des barres de plongée avant et un gris beaucoup trop clair.

État d'origine de 1932, en peinture grise, comme les bâtiments de surface.
État de 1934, en peinture bleu de Prusse.
État de 1938, après débarquement du mât TSF et modification de la baignoire.
État de 1940, peinture en gris deux tons et peinture du numéro d'identification 17P peint en blanc sur la baignoire.

Le gris sombre de la maquette télécommandée plus haut avec la tourelle orientable est plus proche du ton déduit des seules photos noir et blanc existantes.

## Histoire

### Débuts
Le Projet "Q5" est construit dans le cadre du programme 1926. Le Surcouf doit son nom à Robert Surcouf, ancien corsaire français.
Le Surcouf est mis sur cale à l’Arsenal de Cherbourg (cale no 4 bassin Napoléon III) le 3 octobre 1927.
Au moment de son lancement le 18 novembre 1929, il était le plus grand sous-marin d'avant la Seconde Guerre mondiale. Il était propulsé par une paire de moteurs diesel Sulzer de 3 800 ch et deux moteurs électriques et avait une autonomie de 10 000 milles à 10 nœuds. Il pouvait atteindre une vitesse de surface de 18 nœuds, 8,5 nœuds en plongée. Le Surcouf a été conçu pour être un croiseur lourd sous-marin, capable d'observer et d'engager des combats en surface. Il était armé de deux canons de 203 mm/50 Modèle 1924 du plus gros calibre fixé par le Traité de Washington et montés dans une seule tourelle étanche à la pression à l'avant de la tourelle de commandement. Ces canons étaient du même calibre que celui d'un croiseur lourd de surface, un armement redoutable pour un sous-marin. Peu de temps après le lancement de « Surcouf », le Traité naval de Londres a finalement imposé des restrictions sur la conception des sous-marins. Entre autres choses, chaque signataire (France incluse) était autorisé à posséder au maximum trois grands sous-marins, chacun n'excédant pas 2 800 tonnes de déplacement standard, avec des canons n'excédant pas 6,1 pouces en calibre. Le Surcouf, qui avait dépassé ces limites, a été spécialement exempté des règles sur l'insistance du ministre de la Marine Georges Leygues, mais d'autres sous-marins « gros canons » de la classe de ce bateau ne pouvaient plus être construits.
Il y avait un logement spécial pour les membres d'équipage prisonniers des navires coulés. Le rôle principal a été attribué à l'artillerie. Cela a favorisé à la fois un armement puissant et un grand temps de plongée du croiseur sous-marin (jusqu'à 2 minutes).
Il a été construit avec un hangar cylindrique étanche situé derrière le kiosque, abritant un hydravion de reconnaissance Marcel Besson MB.411-AFN. Cet avion était stocké sous forme de « kit » et pouvait être déployé et lancé depuis une rampe. L'hydravion était principalement utilisé pour l'étalonnage des canons et était capable d'atteindre une vitesse de 100 nœuds et une portée de 400 kilomètres. L'avion d'observation Besson pourrait être utilisé pour diriger le tir vers la portée maximale des canons.
Le MB.411 a été spécialement conçu pour être hébergé dans un hangar cylindrique à l'arrière du kiosque de Surcouf. Le Besson MB.411 pouvait être assemblé pour mettre en place les ailes en 4 minutes environ (en pleine mer jusqu'à 20 minutes) après avoir été retiré de son hangar, puis descendu à l'eau et récupéré par une grue. Le MB.411 était un monoplan à ailes basses avec un grand flotteur central unique et sous l'aile deux petits flotteurs stabilisateurs. Le Besson MB.411 a été construit avec un mélange de bois et de métal, avec un revêtement en toile.
Le sous-marin est armé pour essais le 15 août 1930 et effectue sa première plongée statique le 10 juillet 1931. Il effectue une croisière d’endurance à partir du 4 octobre 1932 quand il appareille de Cherbourg direction du Maroc, arrivant à Casablanca le 10 octobre après des exercices avec le croiseur-école Jeanne d’Arc et l’Aéronavale.
Le Surcouf est à Agadir du 18 au 20 octobre, à Conakry qu’il quitte le 29 octobre pour rallier Dakar le 31 octobre 1932. Il est de retour à Cherbourg le 15 novembre. Cette croisière révéla un grand nombre de problèmes techniques.
Ce n’est que le 31 décembre 1932 que le Surcouf entre en armement définitif, les essais après démontage ne reprenant qu’à l’automne 1933, les essais définitifs commençant officiellement le 4 décembre 1933. Il est au bassin du 8 décembre 1933 au 17 février 1934.
Armé le 16 avril 1934, il embarque 126 hommes d’équipage. Il peut plonger jusqu’à 80 mètres de profondeur, et sa vitesse en surface s’élève à 19 nœuds (35 km/h) et 9 nœuds (17 km/h) pour la plongée. La clôture d’armement est prononcée le 17 avril 1934 et le Surcouf est admis au service actif le 3 mai 1934.
À l'automne 1934, le MB.411 est envoyé à Brest pour des essais d'embarquement sur le Surcouf. L'avion effectue son premier vol aux Mureaux en juin 1935. Surcouf emmène ensuite le Besson MB.411 dans les Caraïbes et arrive en septembre 1935 pour des essais en mer. En janvier 1936, le MB.411 revient aux Mureaux pour des changements. Le deuxième MB.411 fut achevé en février 1937. Le deuxième MB.411 effectua son premier vol en décembre 1937 et fut livré en juillet 1938. Le deuxième MB.411 remplaça le premier.
Les machines semblent insuffisamment fiables. Le 18 octobre 1939, après deux campagnes, le croiseur devait subir d'importantes réparations.

### Seconde Guerre mondiale
Lors de l'invasion de la France par les troupes allemandes en mai 1940, le Surcouf se trouvait en grand carénage à Brest depuis le 18 octobre 1939 après une mission dans les Antilles et le golfe de Guinée. L'état des travaux faisait prévoir les premiers essais à la mer vers le 5 juillet.
Il se trouvait donc dans l'arsenal avec une bonne partie de son matériel à terre, lorsque l'Amirauté ordonna de tout remonter immédiatement. Les nouveaux moteurs diesel commandés se trouvaient encore au Havre, d'où ils ne devaient d'ailleurs jamais sortir. Pour éviter la capture, le sous-marin se prépare à appareiller sous les ordres du capitaine de frégate Martin, venant de permission le 14 juin qui fit remonter les anciens et les vieilles batteries d'accumulateurs. Le 18, l'ordre de départ avait été donné à tous les bâtiments. Une avarie de barre fut constatée. Après réparation, il appareilla mais l'avarie se reproduisit et il dut attendre plus d'une heure la fin de la remise en état. La barre de plongée avait dérivé et s'était bloquée à « plus toute ».
Ce qui est sûr, c'est que le sous-marin sortant à petite allure de la rade-abri, fut accosté dans la passe par une embarcation portant le capitaine de corvette Petit, qui remit à Martin l'ordre suivant : « Les bâtiments ayant le rayon d'action nécessaire, feront route sur Casablanca, les autres sur l'Angleterre ». Signé : Brohan. Le vice-amiral Brohan était le major général de la 2e Région maritime.
En grande rade, les tentatives faites pour ramener la barre de plongée à zéro ne réussirent pas. Le sous-marin fit cependant route sur le goulet à petite allure. Il avait vu passer le torpilleur Hardi portant la marque du vice-amiral Jean de Laborde. Il ne restait plus derrière lui que de vieux bâtiments incapables de se mouvoir et quelques autres en réparations qui s'étaient sabordés. Il ne restait que la possibilité d'une traversée avec les moteurs électriques, car on ne pouvait lancer le moteur bâbord diesel, le seul en état de marche. Le Surcouf se mit donc à une vitesse de 4,5 nœuds environ et son commandant décida de se diriger vers l'Angleterre, l'état du matériel ne lui permettant pas de songer à se rendre au Maroc. À la nuit il arriva à la basse de la Parquette, y trouva le remorqueur Infatigable qui faisait route au nord et qui l'escorta.
Ses travaux inachevés, sans pièces de rechange et incapable de plonger, il gagne Plymouth en surface le 20 juin 1940. Le 3 juillet 1940 avant l'aube, les bâtiments français réfugiés en Grande-Bretagne :     
- Le cuirassé Paris de 22 000 tonnes ;
- le croiseur sous-marin Surcouf ;
- Le contre-torpilleur Le Triomphant de 2 800 tonnes ;
- le torpilleur Mistral de 1 500 tonnes ;
- le cargo Poulmic.

sont saisis par les Britanniques à Plymouth, lors de l'opération Catapult.
La prise du Surcouf fut menée au prix de quatre morts, un Français, l'ingénieur mécanicien Yves Daniel, et trois Britanniques, le capitaine de frégate Sprague, commandant du sous-marin Thames, le lieutenant de vaisseau Griffith, officier de renseignement porteur de l'ordre de saisie, et le quartier-maître Webb.
Le Surcouf était alors le plus grand sous-marin du monde. Ses canons de 203 mm pouvaient tirer chacun trois obus de 120 kg à la minute, à une distance de 26 km. En dépit du peu d'enthousiasme des Britanniques, à cause de la complexité du sous-marin, du manque de pièces de rechange et de marins qualifiés (appelés « sous-mariniers »), le Surcouf est tout de même réarmé au prix de nombreuses difficultés. Le 1er septembre 1940, il rejoint officiellement les Forces navales françaises libres. D'abord commandé par le capitaine de frégate Ortoli, qui fut son premier officier canonnier lors de ses essais en 1932, après avoir été modernisé à l'arsenal de Portsmouth (États-Unis). Mais hélas il ne fut pas équipé de radar. Le 16 décembre 1940, il commence ses essais devant Plymouth et en janvier 1941 dans la Clyde. Les britanniques lui donnent le numéro P 17, affecté à la 2e Flottille avec quatre sous-marins britanniques.
Il appareille de Holy Loch le 19 février 1941 et arrive le 3 mars à Halifax après de nombreux incidents dus au mauvais temps. Il sera affecté à Halifax (où il peut être entretenu) pour assurer l'escorte des convois canadiens à l'Ouest du 25° O.
Le 1er avril 1941, il appareille avec le convoi HX 118. Ce convoi est composé de 33 bâtiments marchands. Il est escorté par 11 navires de guerre, dont le Surcouf qui l'escorte du 3 au 9 avril. Le convoi quitte Halifax pour Liverpool où il arrive le 18 avril. Le Surcouf rallie Devonport (Plymouth) où il arrive le 17 avril.
L'Amirauté envisage alors de l'envoyer ravitailler Malte. Il doit pour cela débarquer ses munitions (300 obus de 203 mm et 22 torpilles) et sa tourelle, l'allégeant de 275 tonnes. Le Capitaine de Vaisseau Ortoli se rend à Londres pour expliquer que son bâtiment ne peut accomplir cette mission à cause de son faible rayon d'action aux moteurs électriques. La mission est annulée.
Le 14 mai 1941, le Surcouf appareille vers un secteur dans le Nord des Açores pour rechercher les briseurs de blocus allemands.
Le 31 mai, on lui signale la présence possible du croiseur lourd Prinz Eugen. Pendant trente jours de mer, le Surcouf ne rencontre qu'une force navale américaine qui doit également chercher le croiseur allemand.
Du 30 juin au 20 juillet 1941, il patrouille encore sans succès.
Le 28 juillet, il arrive à Portsmouth (New Hampshire) pour un grand carénage.
Le 20 septembre, le Capitaine de Vaisseau Ortoli est nommé chef de cabinet du Général De Gaulle. C'est le Capitaine de Frégate Blaison qui prend le commandement du Surcouf.
Le carénage se termine le 29 octobre.
Le 10 novembre, il est dirigé vers New London (Connecticut) pour des exercices avec les américains.
Il rallie ensuite les Bermudes le 30 novembre avant de se rendre à Halifax (Nouvelle Écosse) où il arrive le 10 décembre.
Le 24 décembre 1941, une flottille FNFL composée du Surcouf et des corvettes Mimosa, Alysse, Aconit, commandée par le vice-amiral Muselier rallie Saint-Pierre-et-Miquelon à la France libre.
Le Surcouf patrouille autour de Saint-Pierre et Miquelon, lors de son occupation. Il sort trois fois sur alerte.
Le 13 janvier 1942, après des négociations avec les britanniques, il est décidé que le Surcouf soit envoyé à Tahiti. Son artillerie pourrait défendre les îles. C'est à la suite d'une décision prise par l'Amiral Georges Thierry d'Argenlieu que le Surcouf aura pour mission de rallier le port de Papeete via le canal de Panama et ceci dans les meilleurs délais possibles.
Le Surcouf quitte Saint-Pierre pour Halifax. Par grosse mer, un paquet de mer endommage une partie du pont tournant de la tourelle. Après réparations, il quitte Halifax pour les Bermudes le 3 février 1942. Il y arrive le 6 février. Il y persiste un problème sur le moteur électrique tribord.
Le 12 février à 15 h, le Surcouf appareille pour Tahiti via le canal de Panama. Pour cela il fait d'abord route vers Colón via le passage des Caïcos et le passage du Vent. Les autorités américaines sont prévenues.
Le Surcouf disparaît corps et biens dans la nuit du 18 au 19 février 1942 au nord du canal de Panama, par 11° nord et 79° ouest.
Le rapport officiel américain conclut que la disparition du Surcouf est due à un abordage accidentel avec le cargo américain Thomson Lykes. Comme tous les sous-marins de cette époque (le schnorchel n'ayant été opérationnel qu'en 1943), le Surcouf naviguait la nuit en surface pour recharger ses batteries d'accumulateurs, ses feux de navigation évidemment éteints pour ne pas être repéré.
Bien plus tard, le rapport d'enquête de la commission française conclura de son côté que sa disparition fut la conséquence d'une méprise. Un hydravion américain PBY Catalina de patrouille anti-sous-marine chargée de la défense de ces mêmes eaux dans la nuit du 18 au 19 février 1942 aurait bombardé le Surcouf, le confondant avec un grand sous-marin allemand ou japonais. Cette version de l'enquête est étayée par plusieurs éléments :
- les témoins du cargo SS Thomson Lyke, qui a abordé un sous-marin, décrivirent un sous-marin bien plus petit que le Surcouf. La question restant alors de savoir de quelle nationalité était ce sous-marin. Par ailleurs, les Allemands n'ont pas enregistré de perte de sous-marin dans ce secteur à ce moment de la guerre ;
- les dégâts observés sur le Thomson Lyke étaient trop légers pour une collision avec un navire de la taille du Surcouf.

Il est à noter qu'un bombardement fratricide est la cause du naufrage de l'USS Dorado (SS-248) (en) dans la même zone l'année suivante.
Cet abordage accidentel ou cette méprise fait 130 morts (dont 4 marins britanniques), sous les ordres du capitaine de frégate Louis Blaison. Un monument commémore son souvenir sur la jetée du port de Cherbourg.

## Commandants
- 15 août 1930 : capitaine de frégate de Belot (essais et armement à Cherbourg) ;
- 9 septembre 1933 : capitaine de frégate Le Portier (fin des essais. Le Surcouf est affecté la flottille des sous-marins de Brest) ;
- 26 août 1935 : capitaine de frégate Derrien (en service dans la flottille des sous-marins de Brest puis refonte) ;
- 29 octobre 1937 : capitaine de frégate Le Gouic (refonte puis en service dans la flottille des sous-marin de Brest) ;
- 19 octobre 1939 : capitaine de frégate Martin (en service puis en carénage à Brest. Départ vers Plymouth en Grande-Bretagne le 18 juin 1940) ;
- 15 septembre 1940 : capitaine de frégate Ortoli (réarmement sous pavillon FNFL) ;
- 7 octobre 1941 : capitaine de frégate Blaison (ralliement de Saint-Pierre-et-Miquelon. Refonte aux États-Unis. Disparition corps et biens du Surcouf dans la mer des Antilles le 19 février 1942).

## Personnalités ayant servi sur le bâtiment
- Georges Rossignol (1911-1942), commandant en second du sous-marin, Compagnon de la Libération, mort dans le naufrage.
- Léon Gauthier (1922-2023), volontaire à bord du sous-marin Le Surcouf jusqu’en janvier 1941, puis membre des  Commandos Kieffer (France libre).

## Dans la littérature
- Dans le roman de Harutoshi Fukui Shusen no Lorelei, le Surcouf est récupéré par les Allemands, amélioré pour servir de support à l'arme secrète « Lorelei » puis donné a l'empire du Japon.
- Dans le roman L'attaque vient de la mer, de Douglas Reeman, le frère fictif du Surcouf, le Soufrière est récupéré par les Anglais dans une action contre les Japonais.
- Dans le livre de Maurice Pasquelot Les Sous-marins de la France Libre, les missions du Surcouf, jusqu'à sa perte, dans la nuit du 18 au 19 février 1942, dans la mer des Antilles.
- On peut penser, au vu des ressemblances (canon extérieur, appareil aérien embarqué, dimensions...) que le Surcouf a inspiré Edgar P. Jacobs pour le sous-marin S2 dans Le Secret de l'Espadon.
- Dans le roman uchronique Et si la France avait continué la guerre 1941-1942, de Jacques Sapir, Frank Stora, Loïc Mahé, le Surcouf bombarde Tokyo lors d'un raid éclair, au lendemain du bombardement de l'escadrille du général américain Doolittle, semant la confusion chez les Japonais qui venaient de subir un raid aérien et tiraient alors sur un ennemi aérien invisible (se trouvant en réalité dans la rade).